# Tom Varner

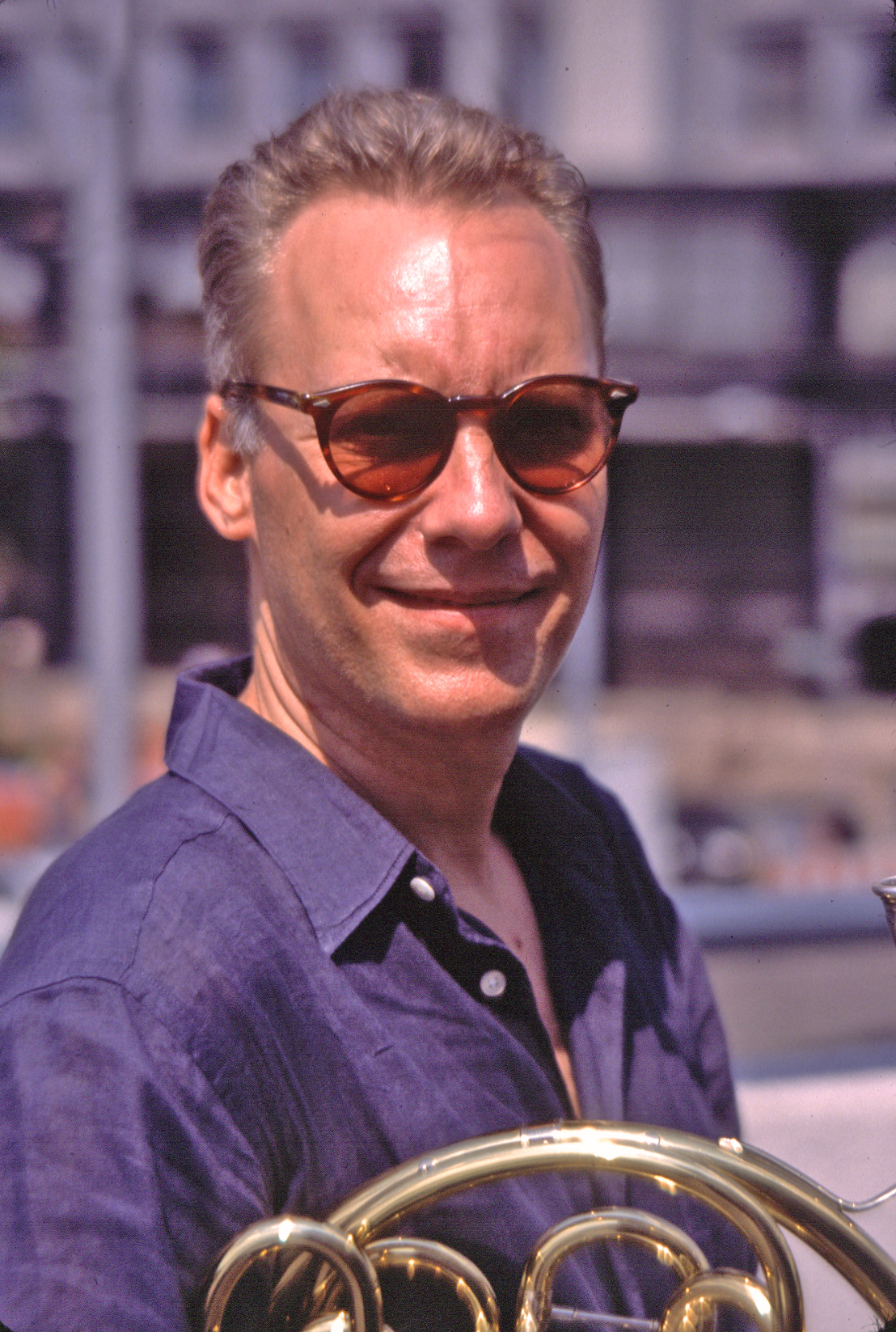
Tom Varner

Thomas „Tom“ Varner (* 17. Juni 1957 in Morristown, New Jersey) ist ein amerikanischer Jazz-Waldhornist, Arrangeur und Komponist des Avantgarde Jazz.

## Leben
Tom Varner lernte zunächst im Alter von zehn Jahren Klavier und lernte während seiner Schulzeit das Spiel auf dem Waldhorn, als er den Jazz und insbesondere Julius Watkins als Vorbild für sich entdeckte. Er schloss 1979 seine Musikstudien am New England Conservatory of Music ab, wo er u. a. bei Ran Blake, George Russell und Jaki Byard studiert hatte und erwarb 2005 den Mastertitel am City College von New York. 
In Boston hatte er 1978 ein Quartett, dem auch Ed Jackson angehörte, und spielte Titel von Thelonious Monk und Ornette Coleman sowie eigene Kompositionen.
Varner zog 1979 nach New York und arbeitete dann in den 1980er und 1990er Jahren mit zahlreichen Musikern der dortigen Jazzszene wie Dave Liebman, John Zorn, Bobby Watson, Miles Davis/Quincy Jones, Bobby Previte, Jim McNeely, McCoy Tyner, aber auch mit Steve Lacy, George Gruntz oder La Monte Young und wirkte an über 70 Alben mit. Er nahm seit Beginn der 1980er Jahre auch eine Reihe von Alben unter eigenem Namen auf, an denen Musiker wie Steve Wilson, Tony Malaby, Ed Jackson, Ellery Eskelin, Tom Rainey, Cameron Brown, Drew Gress, Matt Wilson, Kenny Barron, Victor Lewis, Fred Hopkins und Billy Hart mitwirkten. Mit Rich Rothenberg und Jim Hartog (vom 29th Street Saxophone Quartet) bildete er die Formation East Down Septet und nahm das Album Out of Gridlock 1994 auf, in dem er Vorbildern wie Bob Brookmeyer und Julius Watkins seine Reverenz erweist. In seinen Kompositionen verarbeitet Varner Einflüsse u. a. von Charles Mingus, aber auch solche der europäischen Avantgarde-Komponisten Alban Berg und Anton Webern. Tom Varner lebt seit 2005 in Seattle.

## Auszeichnungen
Varner wurde im Kritiker Poll (Umfrage) des Down Beat jährlich unter den ersten zehn Musikern seines Instruments aufgeführt. Außerdem erhielt er zahlreiche Auszeichnungen, z. B. von der National Endowment for the Arts. Seine Alben The Mystery of Compassion, Martian Heartache, The Window Up Above und Second Communion wurden von Richard Cook und Brian Morton mit der Höchstnote von vier Sternen ausgezeichnet.

## Diskographische Hinweise
- 1981: Tom Varner Quartet (Soul Note)
- 1983: Motion/Stillness (Soul Note)
- 1985/1997: Jazz French Horn (Soul Note)
- 1987: Covert Action (New Note)
- 1991: Long Night Big Day (New World)
- 1993: The Mystery of Compassion (Soul Note)
- 1997: Martian Heartache (Soul Note)
- 1998: The Window Up Above (New World)
- 1998: The Swiss Duos (Unit)
- 1999: Swimming (OmniTone)
- 2001: Second Communion (OmniTone)
- 2015: Nine Surprises (Tom Varner Music)